# 沈昭光
沈昭光（5世纪—499年12月11日），南朝官员，沈文季侄，沈文叔子，沈昭明、沈昭略弟。
齐帝萧宝卷永元元年（499年）十月，萧宝卷召侍中、尚书左仆射沈文季、侍中沈昭略入宫，赐死，派人去抓沈昭光。沈昭光得到消息，家人劝他逃跑，他不忍丢下母亲，回家抓住母亲的手悲伤地哭，被去抓他的士兵所杀。沈昭明的儿子沈昙亮原本已经逃脱，得知沈昭光遇害，叹道：“家门被灭，我活着做什么！”自刎而死。
中兴元年（501年），齐和帝称帝，赠沈昭光廷尉。